# Oborniki

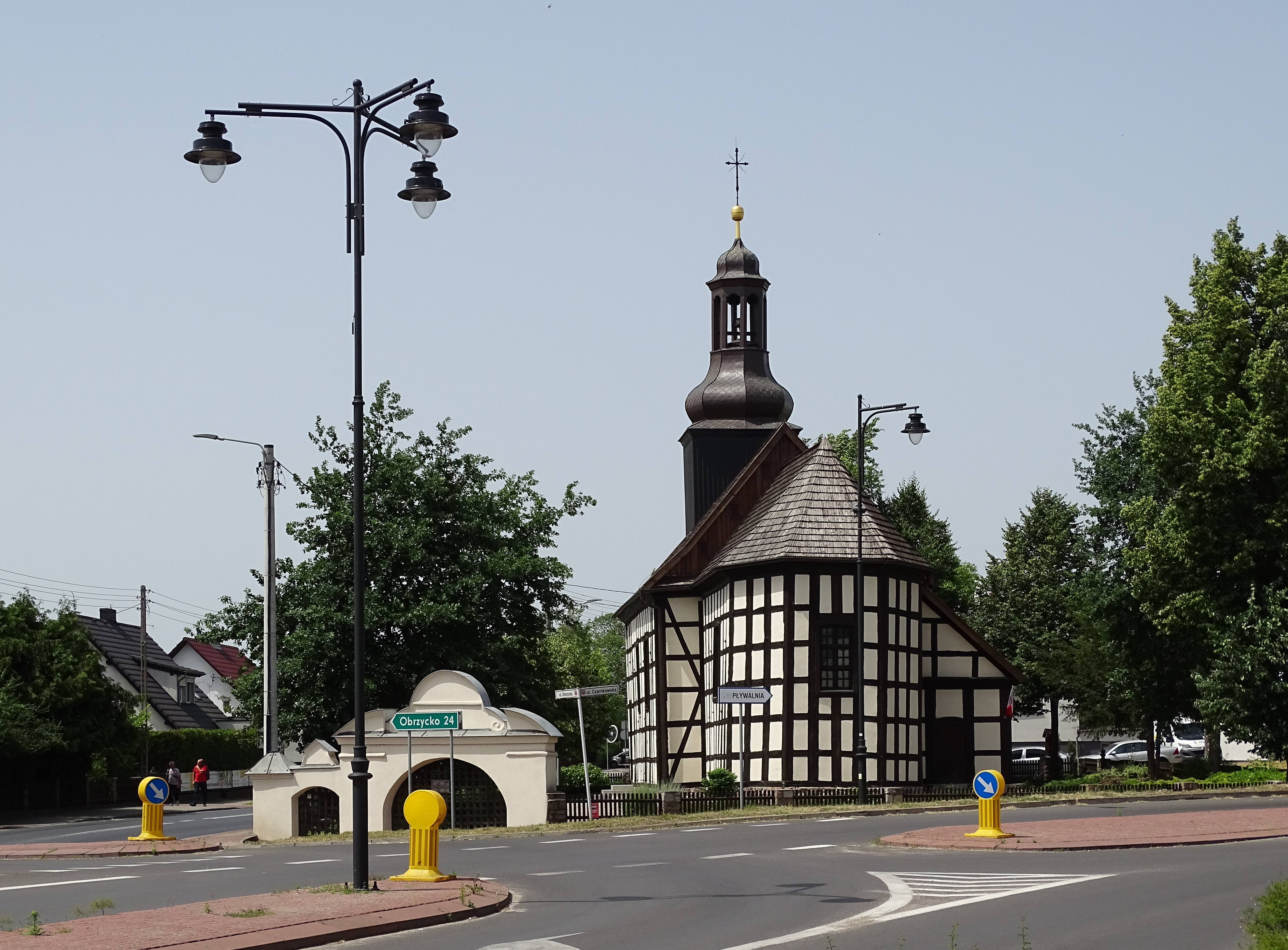
Kostel svatého Kříže z roku 1766.

Oborniki (polsky též Oborniki Wielkopolskie, německy Obernick) je město v Polsku ve Velkopolském vojvodství, sídlo okresu Oborniki a městsko-vesnické gminy Oborniki. Leží nad řekou Wartou, při ústí řeky Wełny. V roce 2024 zde žilo 17 139 obyvatel.